# خوزتو تجادا
خوزتو تجادا (انگلیسی: Justo Tejada; ۶ ژانویهٔ ۱۹۳۳ – ۳۱ ژانویهٔ ۲۰۲۱) بازیکن فوتبال اهل اسپانیا بود.
از باشگاه‌هایی که در آن بازی کرده‌است می‌توان به باشگاه فوتبال اسپانیول، باشگاه فوتبال رئال مورسیا، باشگاه فوتبال رئال مادرید، باشگاه فوتبال بارسلونا بی، و باشگاه فوتبال بارسلونا اشاره کرد.
وی همچنین در تیم‌های ملی فوتبال Spain B national football team، اسپانیا، و کاتالونیا بازی کرده‌است.